# بير هولست
بير هولست (بالدنماركية: Per Holst)‏ هو منتج أفلام وكاتب سيناريو ومخرج دنماركي، ولد في 28 مارس 1939 في Brønshøj ‏ في الدنمارك.

## وصلات خارجية
- بير هولست على موقع IMDb (الإنجليزية)
- بير هولست على موقع ألو سيني (الفرنسية)
- بير هولست على موقع أول موفي (الإنجليزية)
- بير هولست على موقع قاعدة بيانات الأفلام السويدية (السويدية)
- بير هولست على موقع قاعدة بيانات الفيلم (الإنجليزية)
- بير هولست على موقع كينوبويسك (الروسية)